# Patrik Ringborg
Patrik Ringborg (født 1. november 1965 i Stockholm) er en svensk dirigent og generalmusikdirektør ved Staatstheater Kassel.

## Eksterne lenker
- Staatstheater Kassel
- Webbsida kring dirigenten Patrik Ringborg

1. ↑  Navnet er anført på svensk og stammer fra Wikidata hvor navnet endnu ikke findes på dansk.